# Belgique au Concours Eurovision de la chanson 1971
La Belgique a participé au Concours Eurovision de la chanson 1971 le 3 avril à Dublin, en Irlande. C'est la 16e participation belge au Concours Eurovision de la chanson.
Le pays est représenté par le duo de Jacques Raymond et Lily Castel et la chanson Goeiemorgen, morgen, qui devait à l'origine être interprétée par Nicole & Hugo, sélectionnés par la Belgische Radio- en Televisieomroep (BRT) au moyen d'une finale nationale.

## Sélection

### Canzonissima 1971
Le radiodiffuseur belge pour les émissions néerlandophones, la Belgische Radio- en Televisieomroep (BRT, prédécesseur de la VRT), organise la troisième et dernière édition de la finale nationale intitulée Canzonissima, après celles de 1963 et de 1967, pour sélectionner l'artiste et la chanson représentant la Belgique au Concours Eurovision de la chanson 1971.
La finale nationale belge, présentée par Jan Theys (nl), a lieu le 6 février 1971 au Théâtre américain à Bruxelles. Plusieurs participants à cette finale nationale représenteront la Belgique à une édition future de l'Eurovision : Nicole & Hugo en 1973 ; Ann Christy en 1975 ; Micha Marah en 1979.
Les chansons sont toutes interprétées en néerlandais, l'une des trois langues officielles de la Belgique.
Lors de cette sélection, c'est la chanson Goeiemorgen, morgen, interprétée par Nicole & Hugo, qui fut choisie, avec Francis Bay comme chef d'orchestre. En raison de l'état de santé de la chanteuse Nicole Josy, le duo a dû annuler sa participation à l'Eurovision 1971. La BRT les a remplacés par Jacques Raymond et Lily Castel au moyen d'une sélection interne. Nicole et Hugo représenteraient la Belgique finalement deux ans après.

#### Finale
| Ordre | Artiste           | Chanson                       | Traduction                   | Points | Place |
| ----- | ----------------- | ----------------------------- | ---------------------------- | ------ | ----- |
| 1     | Ann Christy       | Dag vreemde man               | Salut homme bizarre          | 3      | 2     |
| 2     | Nicole & Hugo     | Goeiemorgen, morgen           | Bonjour, jour                | 8      | 1     |
| 3     | Joe Harris (nl)   | Alles wordt oranje            | Tout devient orange          | 0      | 4     |
| 4     | Mary Porcelijn    | Lachen                        | Rire                         | 0      | 4     |
| 5     | Micha Marah       | Tamboerke                     | Petit tambour                | 0      | 4     |
| 6     | Johnny White (nl) | Verloren hart, verloren droom | Cœur perdu, rêve perdu       | 1      | 3     |
| 7     | Mary Porcelijn    | Als je terugkomt              | Si tu reviens                | 0      | 4     |
| 8     | Mary Porcelijn    | Weet je nog wie ik ben        | Sais-tu toujours qui je suis | 0      | 4     |
| 9     | Kalinka (nl)      | Vroeg of laat                 | Tôt ou tard                  | 0      | 4     |
| 10    | Micha Marah       | Ik ben zeventien              | J'ai dix-sept ans            | 0      | 4     |
| 11    | Micha Marah       | Die ring                      | Cet anneau                   | 0      | 4     |
| 12    | Johan Stollz (nl) | Immigrant                     | –                            | 0      | 4     |

## À l'Eurovision
Chaque pays a un jury de deux personnes. Chaque juré attribue entre 1 et 5 points à chaque chanson.

### Points attribués par la Belgique
| 10 points | Finlande Monaco                           |
| 9 points  |                                           |
| 8 points  | Royaume-Uni                               |
| 7 points  | Allemagne                                 |
| 6 points  | Norvège Suède                             |
| 5 points  |                                           |
| 4 points  | Espagne Malte Portugal                    |
| 3 points  | Autriche France Luxembourg Irlande Suisse |
| 2 points  | Italie Pays-Bas Yougoslavie               |

### Points attribués à la Belgique
| 10 points                 | 9 points                     | 8 points                          | 7 points                                   | 6 points                                       |
| ------------------------- | ---------------------------- | --------------------------------- | ------------------------------------------ | ---------------------------------------------- |
|                           |                              |                                   |                                            | - Finlande - Pays-Bas - Portugal - Royaume-Uni |
| 5 points                  | 4 points                     | 3 points                          | 2 points                                   |                                                |
| - France - Monaco - Suède | - Irlande - Norvège - Suisse | - Autriche - Italie - Yougoslavie | - Allemagne - Espagne - Luxembourg - Malte |                                                |

Jacques Raymond et Lily Castel interprètent Goeiemorgen, morgen en 10e position lors de la soirée du concours, suivant le Royaume-Uni et précédant l'Italie.
Au terme du vote final, la Belgique termine 14e, ex aequo avec la Yougoslavie sur 18 pays, ayant reçu 68 points,.